# 51 Worldwide Games
51 Worldwide Games, in Nordamerika als Clubhouse Games: 51 Worldwide Classics veröffentlicht, ist eine 2020 erschienene Spielesammlung für Nintendo Switch. Der Titel wurde von Nintendos Tochterunternehmen NDcube entwickelt und von Nintendo selbst veröffentlicht. Enthalten ist eine Zusammenstellung 51 verschiedener Brett-, Karten- und weiterer Minispiele aus aller Welt, die allein, gegen den Computer oder gegen andere Spieler gespielt werden können. 51 Worldwide Games gilt als Nachfolger der 2005 für Nintendo DS erschienenen Spielesammlung 42 Spieleklassiker. Mit über 4 Millionen verkauften Exemplaren gehört das Spiel zu den meistverkauften für Nintendo Switch.

## Enthaltene Spiele
Nachfolgend sind alle enthaltenen Spiele aufgelistet, mit ihrer jeweiligen Bezeichnung im Spiel.
- 6-Kugel-Puzzle
- Abtrünniger
- Air-Hockey
- Alle Ablegen
- Angeln
- Autorennbahn
- Backgammon
- Billard
- Blackjack
- Bowling
- Carrom
- Dame
- Dart
- Domino
- Farbcodeknacker
- Fünf in einer Reihe
- Golf
- Hanafuda
- Hasenjagd
- Hex
- Japanisches Mahjongg
- Mühle
- Kartendomino
- Käsekästchen
- Klavier (Bonus)
- Klondike-Solitaire
- Krieg und Frieden
- Ludo
- Mahjongg-Solitaire
- Mankalla
- Mini-Baseball
- Mini-Boxen
- Mini-Curling
- Mini-Fußball
- Mini-Shogi
- Mini-Tennis
- Panzerschlacht
- Panzerschlacht (Ko-op)
- Passendes Pendant
- Präsident
- Schach
- Schiebepuzzle
- Schweineschwanz
- Shogi
- Speed
- Spider-Solitaire
- Sternhalma
- Takoyaki
- Texas Hold’em
- Viererreihe
- Yacht-Würfelspiel
- Zielschießen

### Demo-Version
In der kostenfreien Demoversion des Spiels lassen sich Viererreihe, Domino, Präsident und Autorennbahn im Einzel- und Mehrspielermodus spielen. Der höchste Schwierigkeitsgrad im Spiel gegen den Computer ist der Testversion dabei vorenthalten. Die Demo-Version dient gleichzeitig als vollwertige Mehrspielerversion, sofern ein Mitspieler die Vollversion besitzt, siehe LAN-Modus.

## Spielmodi
Während im Einzelspieler- oder Online-Modus alle Spiele, wie mit der Nintendo Switch üblich, im TV- oder im Handheld-Modus gespielt werden können, ermöglicht 51 Worldwide Games eine Reihe weiterer Spielweisen für Mehrspielerpartien. Manche der Spiele können in mehreren Modi gespielt werden.

### Bewegungssteuerung
Manche Spiele machen Gebrauch von der Bewegungssteuerung, die durch in den Joy-Con verbauten Sensoren ermöglicht wird. So lassen sich Dart oder Bowling durch die Nachahmung der Bewegungen im echten Spiel spielen, ähnlich wie bei Wii Sports. Alternativ lassen sich diese Spiele auch per Touchscreen spielen.

### Tablet-Modus
Im Tablet-Modus wird die Nintendo-Switch-Konsole ohne Joy-Con auf dem Tisch zwischen den Spielern platziert. Die Eingabe erfolgt per Touch-Eingabe. Auf diese Weise können beispielsweise Air-Hockey, Schach und Viererreihe gespielt werden.

### Mosaik-Modus
Der Mosaikmodus ermöglicht einen Zusammenschluss von bis zu vier Nintendo-Switch- oder Switch-Lite-Konsolen im Tablet-Modus, sodass über alle Bildschirme verteilt ein größeres Spielfeld entsteht. Die Konsolen lassen sich auf verschiedene Weisen zueinander anordnen, sodass immer andere Spielfelder entstehen. Mit diesem Modus kompatibel sind die Spiele Angeln, Autorennbahn, Klavier und Panzerschlacht.

### LAN-Modus
Im LAN-Modus können mehrere Spieler mit je einer eigenen Konsole (Switch oder Switch Lite) zusammen spielen, die sich in einem Raum befinden. Dazu ist es ausreichend, dass eine vollwertige Kopie des Spiels vorliegt. Alle anderen Mitspieler können über die 51 Worldwide Games: Local Multiplayer Guest Edition, die kostenfrei im Nintendo eShop zur Verfügung steht, beitreten.

### Online
Mit einem kostenpflichtigen Abonnement des Online-Dienstes Nintendo Switch Online können Mehrspielerpartien gegen andere Spieler auf der ganzen Welt gespielt werden. Kommuniziert werden kann mit den zufällig zugeteilten Mit-/Gegenspielern nicht.

## Rezeption
51 Worldwide Games erhielt „im Allgemeinen positive“ Urteile der Computerspielpresse und erreichte einen Metascore von 82 aus 100 Punkten, basierend auf 64 Rezensionen. OpenCritic aggregierte 53 Testurteile zu 81 aus 100 Punkten und vergab die Marke „Stark“. 82 Prozent der Kritiker würden das Spiel empfehlen.
Positiv hervorgehoben werden der Umfang der Spielesammlung, eine insgesamt wertige und hübsche Aufmachung, ein hoher Unterhaltungswert der einzelnen Minispiele und die niedrige Einstiegshürde auch komplexerer Spiele durch „unbeschwerte, direkt auf den Punkt gebrachte“ Anleitungen. Der Online-Mehrspielermodus sei solide umgesetzt und Mitspieler leicht zu finden. Kritik ernteten überschaubare Einstellungsmöglichkeiten für einige Minispiele und sprachlich untermalte Zwischensequenzen „zum fremdschämen“. Destructoid kürt den Titel zum „insgeheim besten Switch-Spiel“ des Jahres 2020.
Weltweit hat sich das Spiel bis April 2022 über 4,22 Millionen Mal verkauft, womit der Titel zu den meistverkauften Spielen für Nintendo Switch gehört.